# AD Alcorcón
AD Alcorcón är en spansk fotbollsklubb i Alcorcón i regionen Madrid. Klubben grundades 1971 och spelar i Segunda División. Hemmamatcherna spelas på Estadio Municipal de Santo Domingo som tar emot cirka 5 000 åskådare.
Från grundandet och framåt spelade klubben först i regionala divisioner och senare Tercera División fram till säsongen 2000/01, då man för första gången tog sig upp i Segunda División B (Spaniens tredjedivision). Efter att ha misslyckats med att kvala in för spel i Segunda División säsongen 2008/09 säkrade man dock avancemanget följande säsong efter att ha vunnit Segunda División B.
Den 27 oktober 2009 hamnade klubben plötsligt på fotbollens världskarta då Real Madrid besegrades på hemmaplan med 4–0 i Copa del Rey. I returen den 10 november förlorade klubben med 0–1, men totalt slog man ut Real Madrid med 4–1 och kvalificerade sig för nästa omgång. Borja Pérez, som gjorde två av målen, började sin karriär i just Real Madrid. Segern i cupen mot Real Madrid anses vara den största framgången i klubbens historia.